# Metopograpsus frontalis
Metopograpsus frontalis is een krabbensoort uit de familie van de Grapsidae. De wetenschappelijke naam van de soort is voor het eerst geldig gepubliceerd in 1880 door Miers.